# Ceri Morgan
Ceri Rhys Morgan (* 22. Dezember 1947 in Treorchy; † 29. Februar 2020 in Cardiff) war ein walisischer professioneller Dartspieler, der an Turnieren der British Darts Organisation (BDO) in den 1970er-, 1980er- und 1990er-Jahren teilnahm.

## Karriere
Morgan trat 1979 zum ersten Mal bei einer Dart-Weltmeisterschaft an. Hierbei schlug er Barry Atkinson in der 1. Runde, hatte dann aber gegen Tony Brown im Achtelfinale das Nachsehen. 1980 erreichte Morgan dann erstmals das Viertelfinale des Wettbewerbs, als er an Nummer 8 gesetzt war und so erst im Achtelfinale einstieg. Hier konnte er Alan Grant bezwingen. Das Viertelfinale gegen Cliff Lazarenko verlor er jedoch. Das Erreichen des Viertelfinals konnte Morgan bei den Weltmeisterschaften 1981 und 1984 wiederholen. Jeweils konnte John Lowe ihn bezwingen.
Das letzte Mal nahm Morgan 1987 an einer World Championship teil. Dabei verlor er sein erstes Spiel gegen Jocky Wilson.
Einen seiner größten Erfolge konnte Morgan 1980 bejubeln, als er das Austin Morris British Masters im Finale gegen Bobby George gewann. Statt eines gewöhnlichen Preisgeldes erhielt er hierfür ein Auto im Wert von £ 5,500 durch den Turniersponsor. Da Morgan jedoch keinen Führerschein besaß, bot ihm der Sponsor letztlich die Auszahlung des Preisgeldes an.
Morgan konnte sein höchstes Finish bei den Unipart British Professional Championships 1983 gegen Steve Brennan checken, eine 170. 1986 erreichte er zudem das Halbfinale selbigen Turniers. Er erreichte überdies das Finale gegen Nicky Virachkul beim Einzel des WDF World Cup 1979 und das Halbfinale des World Masters 1982.
Morgan verließ die BDO 1990.

## Weltmeisterschaftsresultate

### BDO
- 1979: Achtelfinale (0:2-Niederlage gegen  Tony Brown) (Sätze)
- 1980: Viertelfinale (1:3-Niederlage gegen  Cliff Lazarenko)
- 1981: Viertelfinale (3:4-Niederlage gegen  John Lowe)
- 1983: 1. Runde (0:2-Niederlage gegen  Luc Marreel)
- 1984: Viertelfinale (0:5-Niederlage gegen  John Lowe)
- 1985: 1. Runde (0:2-Niederlage gegen  Steve Brennan)
- 1986: Achtelfinale (2:3-Niederlage gegen  Dave Whitcombe)
- 1987: 1. Runde (0:3-Niederlage gegen  Jocky Wilson)

## Titel

### BDO
- Weitere
  - BDO British Masters: (1) 1980

### WDF
- Open Turniere
  - Welsh Open: (1) 1980